# Concertstück pour harpe et orchestre
Le Concertstück pour harpe et orchestre, opus 39, est une pièce de concert de Gabriel Pierné. Dédiée au harpiste belge Alphonse Hasselmans, elle est créée le 2 janvier 1903 par Henriette Renié aux Concerts Colonne à Paris.

## Présentation
Le Concertstück pour harpe et orchestre de Pierné est composé en 1901. En sol bémol majeur, l'œuvre porte le numéro d'opus 39,.
Pour Georges Masson, biographe du compositeur, c'est une sorte de « concerto d'une seule foulée [..., ] prétexte à variations thématiques et rythmiques de forme libre ».
Le Concertstück est dédié à Alphonse Hasselmans et créé le 2 janvier 1903 à Paris, avec Henriette Renié à la harpe et les Concerts Colonne sous la direction de Gabriel Pierné,.
Pour le musicologue Michel Parouty, l'œuvre est de « belle facture, destinée à faire briller l'instrument soliste mais aussi l'orchestre ».

## Instrumentation
Outre la harpe soliste, l'instrumentation requiert :
| Instrumentation du Concertstück pour harpe et orchestre              |
| Bois                                                                 |
| 2 flûtes, 2 hautbois, 2 clarinettes, 2 bassons                       |
| Cuivres                                                              |
| 4 cors, 2 trompettes, 3 trombones                                    |
| Percussions                                                          |
| timbales, triangle                                                   |
| Claviers / cordes pincées                                            |
| harpe solo                                                           |
| Cordes                                                               |
| premiers violons, seconds violons, altos, violoncelles, contrebasses |

## Structure et commentaires
Le Concertstück, d'une durée moyenne d'exécution de quinze minutes environ, est en un mouvement constitué de trois parties :
1. Allegro moderato, conclu par une cadence de la harpe ;
2. Andante, au « dessin noble et large[2] » ;
3. Allegro scherzando, « à la mélodie lumineuse et dansante[2] ».

Pour Georges Masson, « c'est une réussite mélodique et solistique totale. [...] La fantaisie et la liberté de mouvement et de forme du Concertstück ne laisse pas la trace de ses échafaudages. C'est tout l'art de la mobilité plastique et des ondulations mélodiques parfois en filigrane, de l'instrument soliste dans un contexte orchestral tout aussi mouvant, qui apparaît dans cette œuvre contenue dans un cadre, invisible peut-être, mais présent [...]. Sa découpe en trois mouvements enchaînés donne, grâce au jeu de la libre alternance des figures de thèmes, le sentiment d'une page variée, d'un perpétuel chatoiement, d'une subtile irisation, d'une fluidité toujours en suspension ».
La partition est publiée par Hamelle.